# Fogg Art Museum
Pour les articles homonymes, voir Fogg.
Le Fogg Art Museum est un musée de la ville de Cambridge dans l'État du Massachusetts (États-Unis). Il est rattaché aux musées d'Art de Harvard.

## Histoire
Le Fogg Art Museum le plus vieux des musées de l'université Harvard (1895). Il couvre l'histoire de l'art occidental qui s'étend du Moyen Âge jusqu'à aujourd'hui. Le musée a ouvert ses portes au public en 1895 et était à l'origine abrité au sein d'un bâtiment de style Renaissance italienne construit de 1893 à 1895 par Richard Morris Hunt, qui a été depuis démoli et remplacé par le bâtiment actuel. Ce dernier date de 1925 et a été conçu par Coolidge, Shepley, Bulfinch, et Abbott dans un style Architecture georgienne. Le musée est ouvert tous les jours excepté durant les vacances. Ses principaux atouts sont l'avant Renaissance italienne, le préraphaélisme britannique et l'art français du XIXe siècle. En 1943, le musée reçoit le legs de la collection de Grenville Lindall Winthrop, environ 4000 pièces, principalement de la peinture. Il inclut également la collection de Maurice Wertheim (en), léguée en 1950, sur les travaux impressionnistes et postimpressionnistes, et la plus importante collection du travail de Picasso.

## Collections
- Piero di Cosimo, Alfred Barye, Ugolino Lorenzetti, Nicolas Poussin, Cosmè Tura, Albert Bierstadt, Jacques-Louis David, Canaletto, James Whistler, Georges Seurat, Claude Monet...
- Les graveurs actifs à Paris aux XVIIe et XVIIIe siècles: Jean Audran, Louis Audran, Laurent Cars, Guillaume Chasteau, Louis Desplaces, Heinrich Guttenberg, François Robert Ingouf, Edme Jeaurat, Noël Le Mire, Charles-François-Adrien Macret, Bernard Picart, Louis Surugue, Philippe Trière, Jean-Georges Wille...

## Galerie

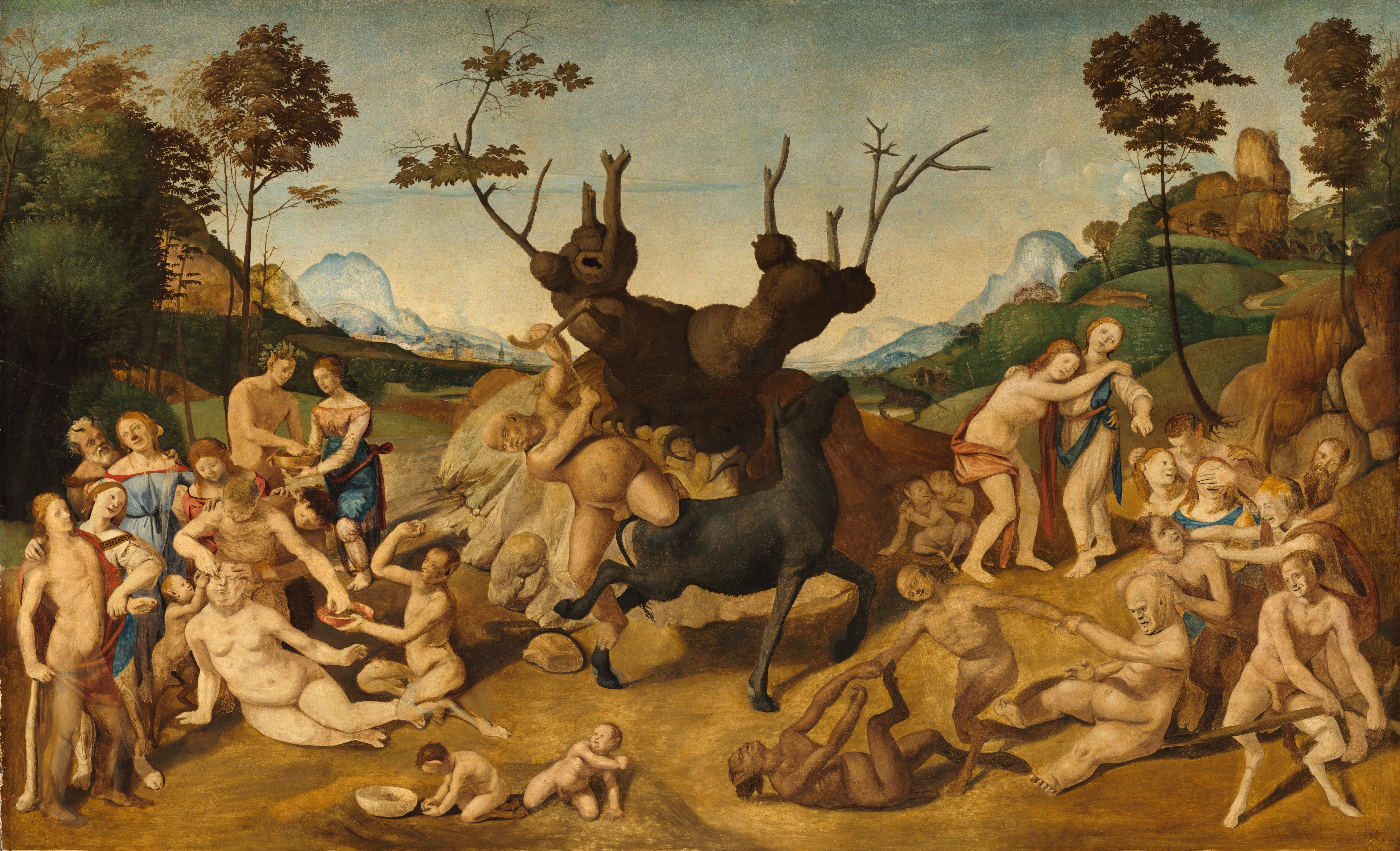
Les Mésaventures de Silène par Piero di Cosimo (vers 1500)
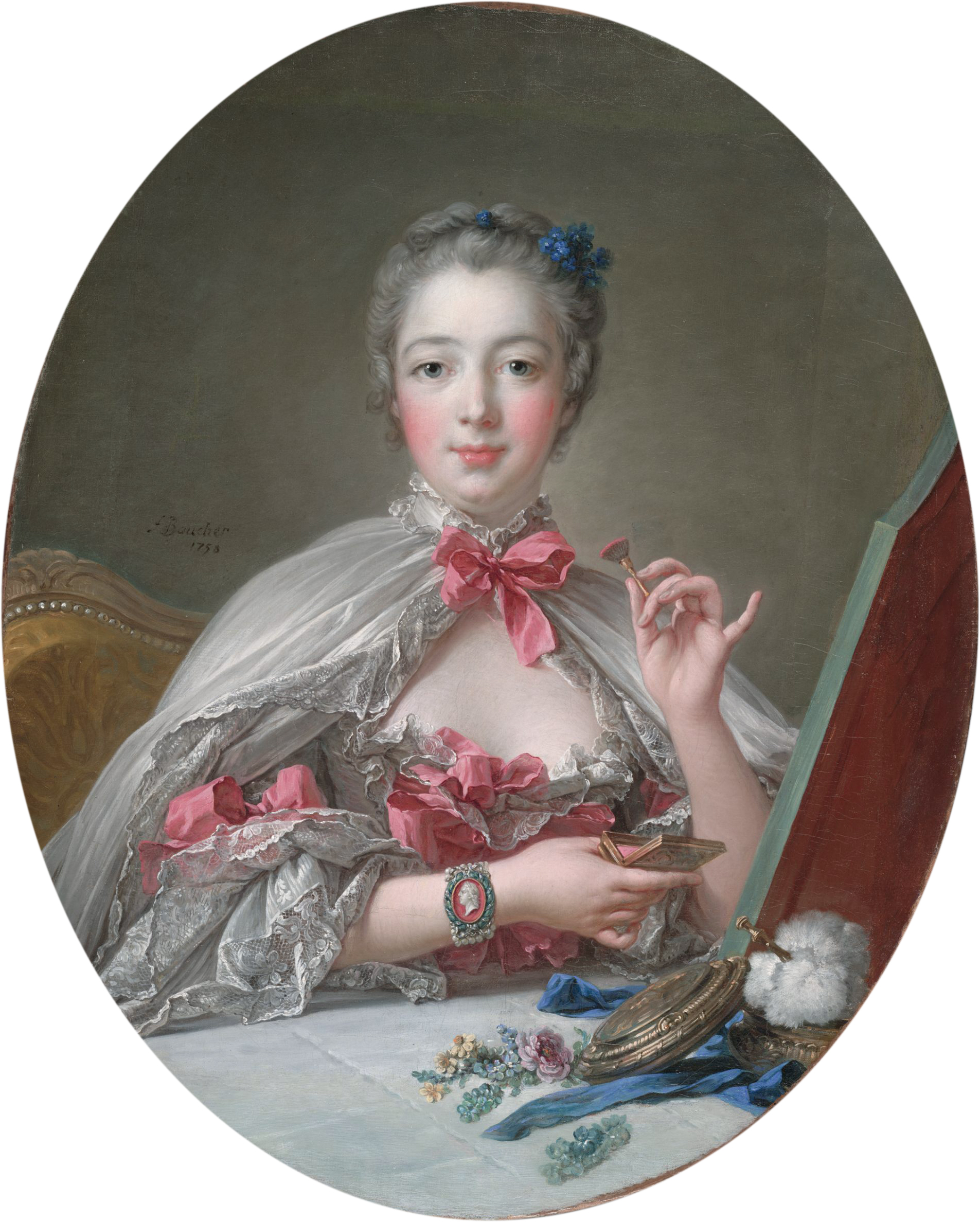
Pompadour à sa toilette par François Boucher (1758)
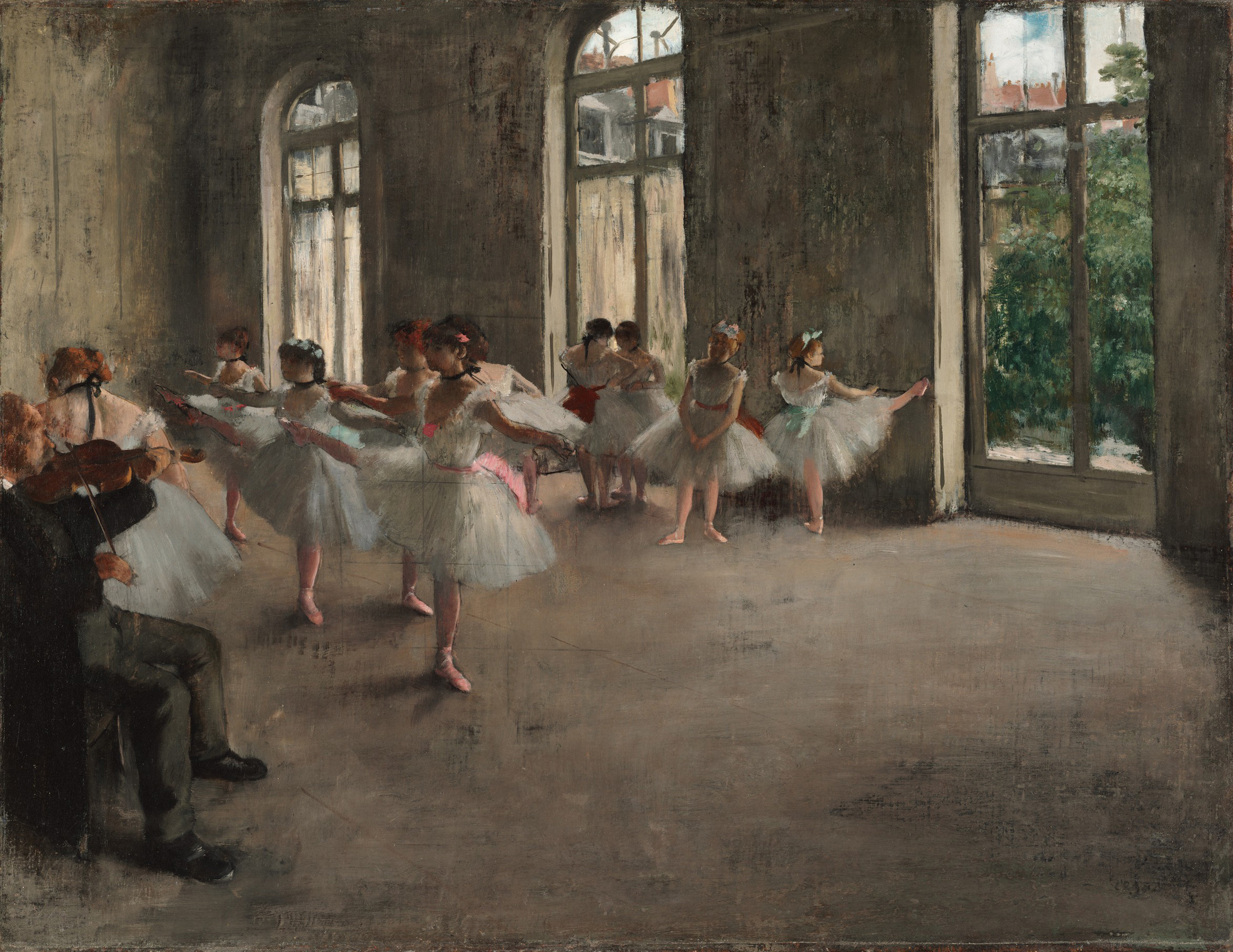
Un tableau par Edgar Degas
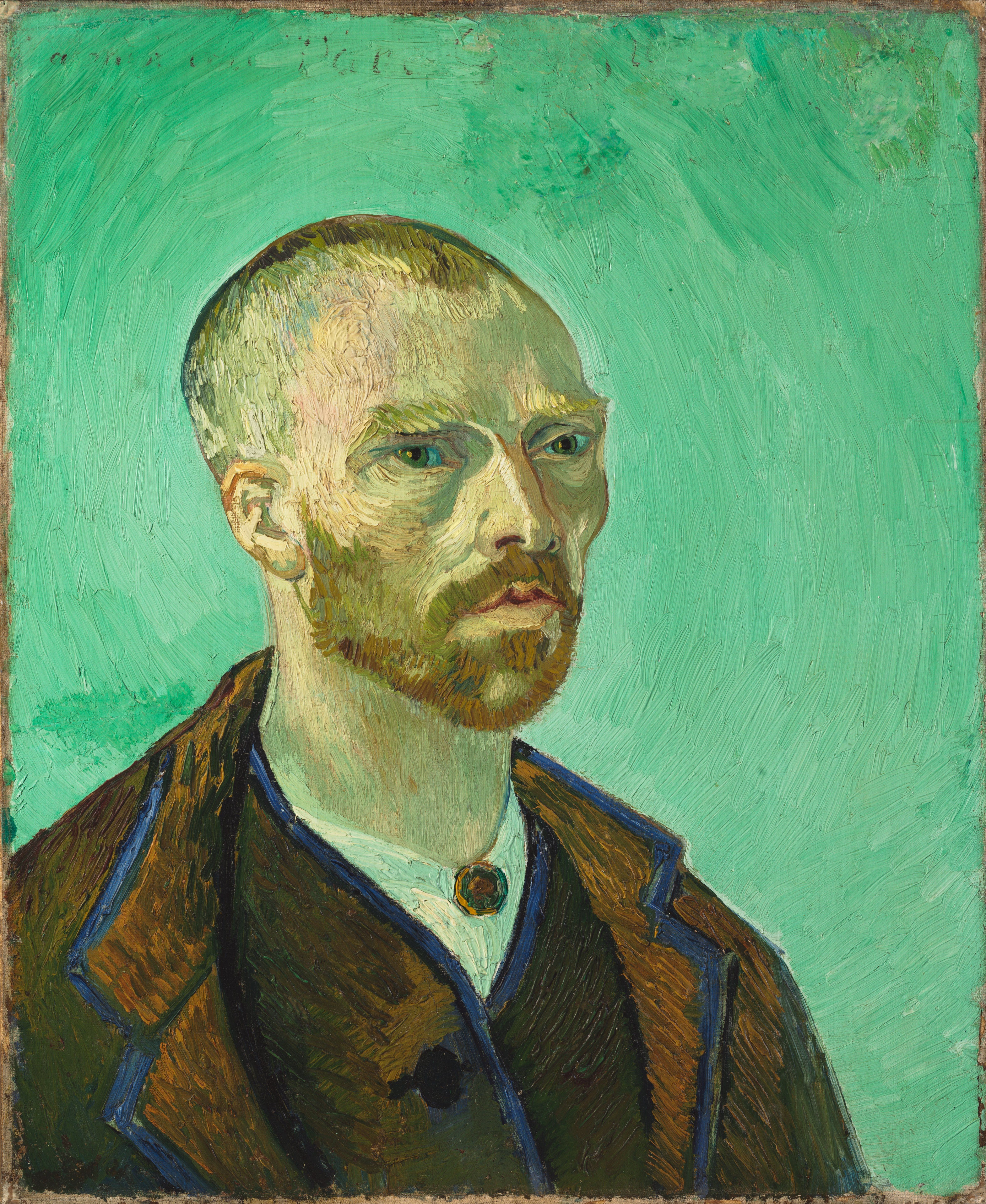
Autoportrait dédié à Paul Gauguin par Vincent van Gogh (1888)
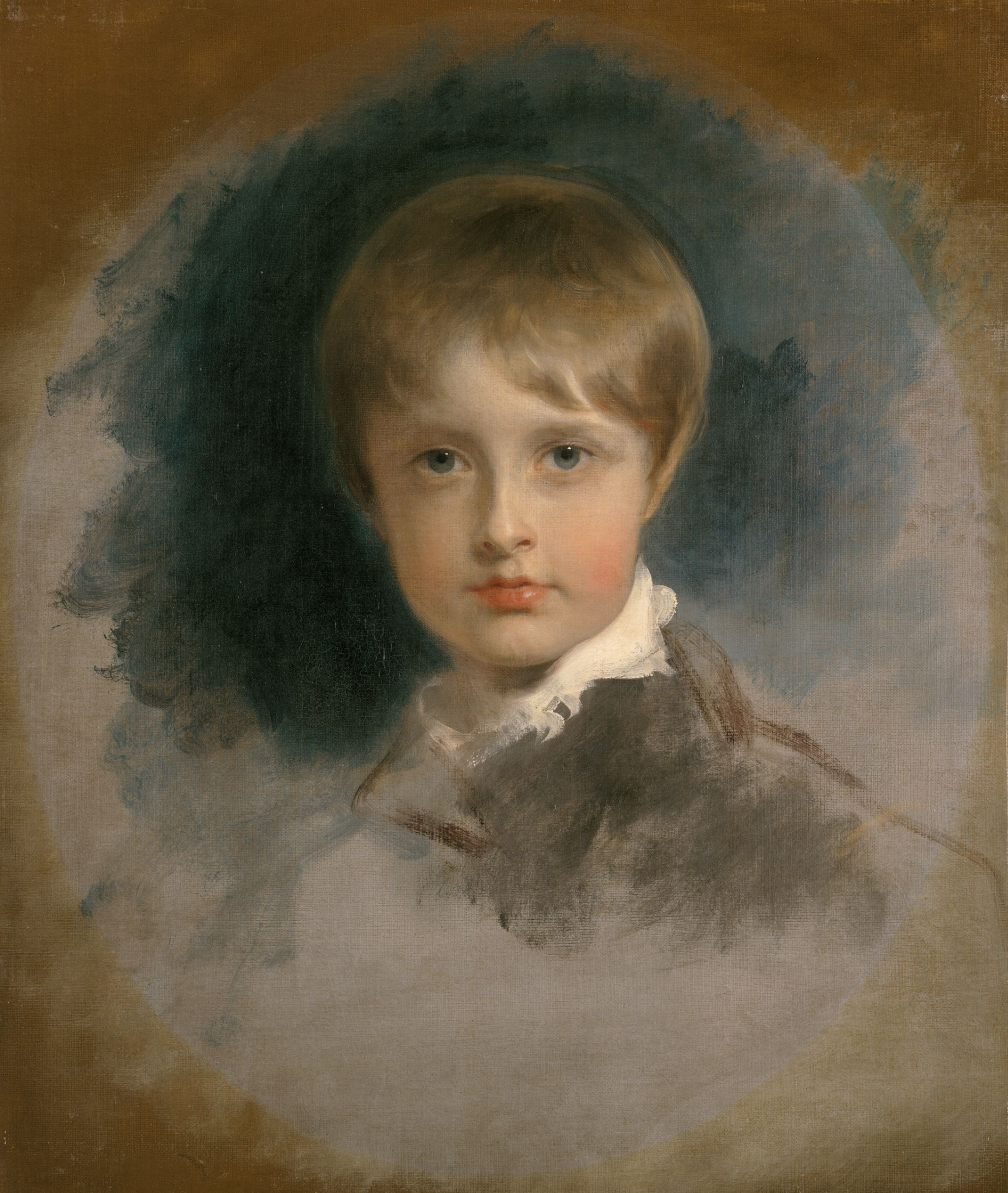
Napoléon-François-Charles-Joseph Bonaparte (1811-1832) par Thomas Lawrence
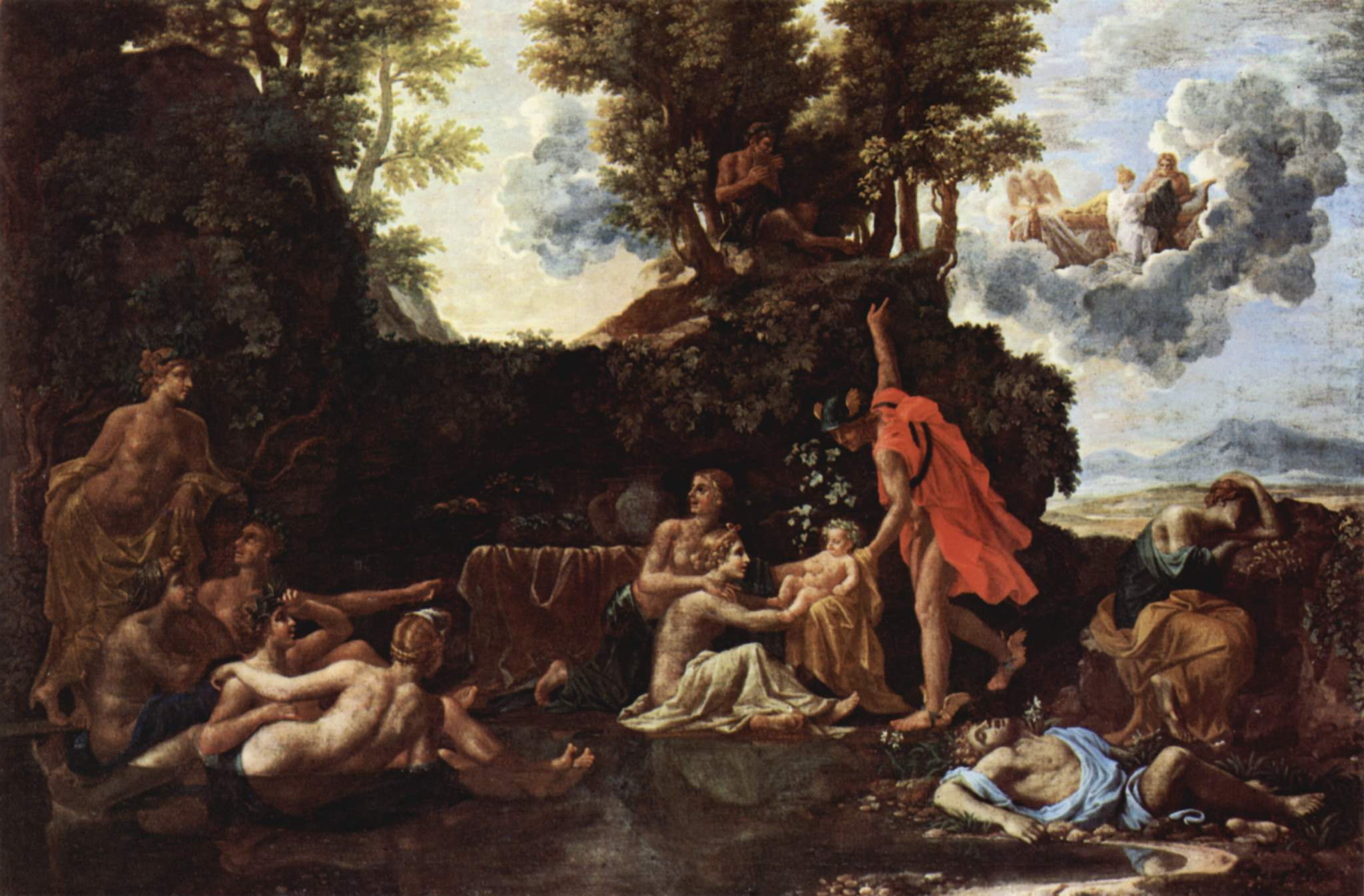
La Naissance de Baccus, Nicolas Poussin
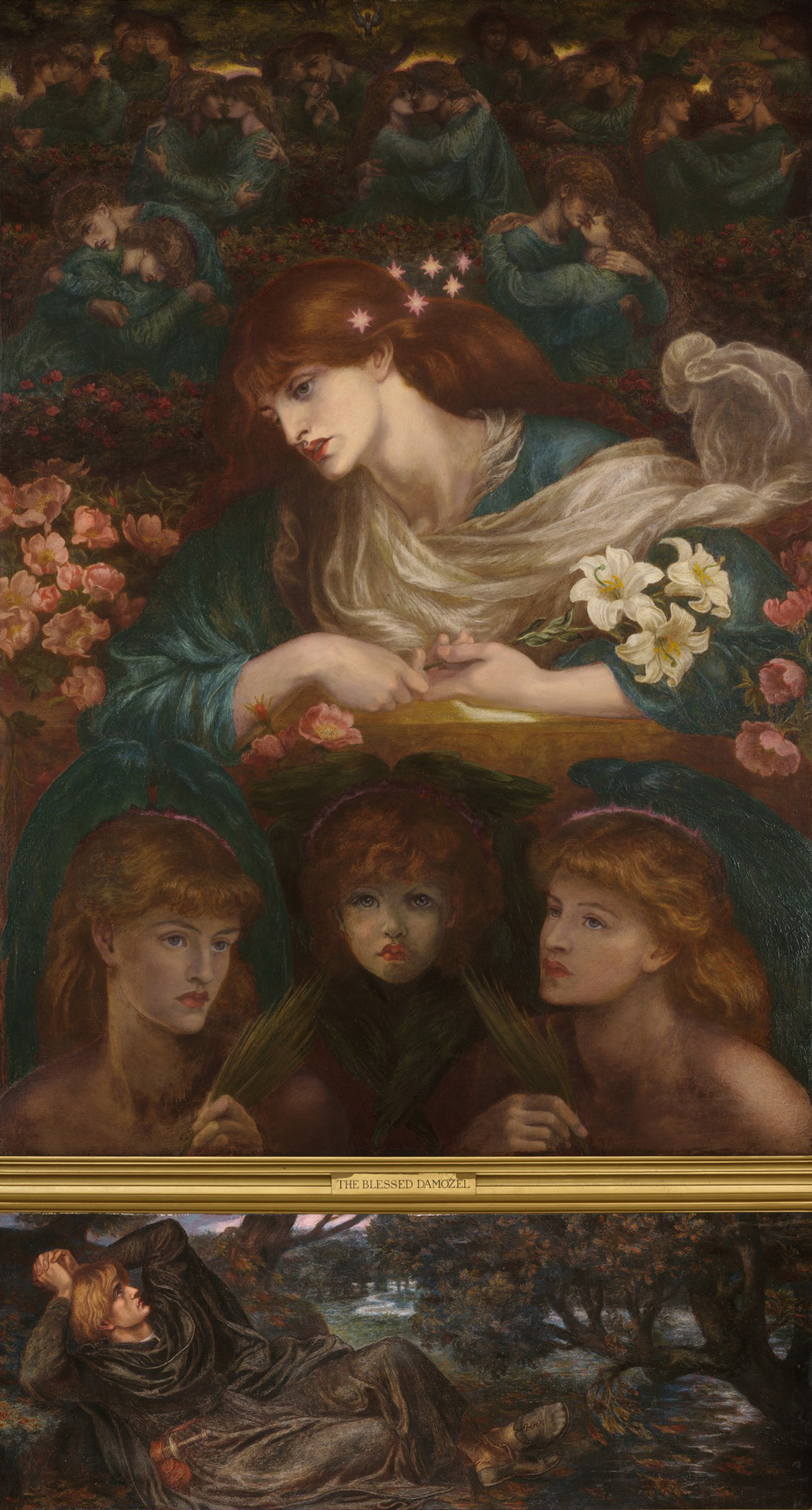
La Damoiselle élue, Dante Gabriel Rossetti